# Denisia
Denisia là một chi the concealer moth họ (Oecophoridae). Among these, it belongs to subhọ Oecophorinae. It was originally established as a phân chi của Borkhausenia.

## Các loài tiêu biểu
Loài của Denisia include:
- Denisia albimaculea
- Denisia aragonella (Chrétien, 1903)
- Denisia augustella (Hübner, 1796)
- Denisia caucasiella Lvovsky, 2007
- Denisia coeruleopicta (Christoph, 1888)
- Denisia fiduciella (Rebel, 1935)
- Denisia fuscicapitella Hümer[cần kiểm chứng], 2001
- Denisia graslinella (Staudinger, 1871)
- Denisia haydenella (Chambers, 1877)
- Denisia luctuosella (Duponchel, 1840)
- Denisia luticiliella (Erschoff, 1877)
- Denisia muellerrutzi (Amsel, 1939)
- Denisia nubilosella (Herrich-Schäffer, 1854)
- Denisia obscurella (Brandt, 1937) (trước đây gọi là in Buvatina)
- Denisia pyrenaica Leraut, 1989
- Denisia ragonotella (Constant, 1885)
- Denisia rhaetica (Frey, 1856)
- Denisia similella
- Denisia stipella (Linnaeus, 1758)
- Denisia stroemella (Fabricius, 1779) (trước đây gọi là in Buvatina)
- Denisia subaquilea (Stainton, 1849)
- Denisia yukonella Lvovsky, 2007